# Музикален инструмент
Музикалният инструмент е устройство, специално създадено или пригодено да произвежда музикални тонове, необходими за възпроизвеждането на музика. Принципно всеки предмет, който произвежда някакъв звук, може да бъде пригоден и използван като музикален инструмент. Това се случва и на практика, особено при т.нар. „конкретна музика“.

## История
Музикалните инструменти са едни от първите „устройства“, създадени от човека. Те са съпътствали религиозните ритуали и светските веселия, а майсторското изпълнение на тях се е ценяло високо. Сведения за древни музикални инструменти има в староегипетската, старокитайската, древноегипетската, древногръцката, библейската литература и др. За повечето от описваните там музикални инструменти разполагаме предимно с описания, но понякога и с визуални изображения. Поради естеството им археологическите паметници не носят информация сами по себе си, а повече допринасят като допълнение към споменатите източници. Много от древните инструменти обаче са съхранени във видоизменен вид благодарение на народното предание – гайда, шофар, там-там и др.
Унификацията на музикалните инструменти започва едва в периода между 7 и 15 век паралелно на Запад (Европа, Арабският халифат) и Изток (Китай, Индия). По-специално в Европа постепенно губят значението си инструменти, като различните видове виола („Да Гамба“, „Д’Аморе“), лютнята, спинетът, и т.н., но същевременно се появяват инструменти с техните качества – орган (в съвременния му вид), чембало (по-късно послужило като една от основите за създаване на пианото), валдхорна.
През класическия период се утвърждава спецификацията на повечето инструменти, използвани и в наши дни.
Технологичният напредък от втората половина на 19 и 20 век довежда до появата на акустични инструменти като саксофона, а по-късно и на електронните музикални инструменти, без които съвременната музика е немислима.
В миналото инструментите са били изработвани от занаятчии – майстори, някои от които са оставили образци, които днес представляват не само антикварна рядкост, но са и в пълния смисъл на думата прекрасни инструменти. С особена сила това важи за майсторските работи на лютиерите от фамилиите Страдивари, Амати и Гуарниери. Днес, въпреки спазването на старите занаятчийски умения, музикалните инструменти се произвеждат обикновено индустриално. Клавишните инструменти от марките „Стенуей и синове“, „Клюбер“, „Ямаха“, ударните с марката „Тама“, китарите „Гибсън“ не отстъпват по качество на своите предшественици.

## Видове музикални инструменти
Съществуват многобройни класификации на музикалните инструменти в зависимост от начина на звукоизвличане, начина на използване, мястото на инструмента в музикалната творба и т.н. Нито една от тази класификации обаче не може да претендира за универсалност, а само отбелязва основните характеристики, които притежава даден музикален инструмент. Така например пианото в различните класификационни системи се определя като струнен, ударен, клавишен или темпериран инструмент. Органът – като духов, клавишен и темпериран и т.н. Следват основните класификации, които се употребяват в съвременното инструментознание.

### Класификация на Хорнбостел-Закс
Най-разпространена е класификацията на Хорнбостел – Закс (Сакс) (немски – Hornbostel-Sachs), наречена на името на авторите си Ерих Мориц фон Хорнбостел и Курт Закс, които за пръв път са я предложили през 1914 година на страниците на списание „Zeitschrift für Ethnologie“. При нея инструментите най-общо се класифицират в пет основни групи според начина на звукоизвличане и начина на контрол на звука.

#### Струнни (кордофонни)
Към тази група спадат всички видове струнни инструменти, при които звукоизвличането се постига чрез привеждането на струна в трептене по някакъв механичен начин. Това може да стане както с лък, така и с пръсти (или перце). Кордофонни инструменти са например: цигулка, виола, виолончело, контрабас, арфа, китара, мандолина, гъдулка и т.н.

#### Духови (аерофонни)
Тук спадат всички духови инструменти, при които звукоизвличането се постига посредством вкарването на въздушна струя във вътрешността на инструмента, чрез устата на инструменталиста. Аерофонните инструменти се делят на две основни групи – медни и дървени. При медните инструменталиста използва мундщук като приспособление да вкарва въздух в инструмента, а при дървените стройка (която се изработва от бамбук, тръстика или сходни растения). Някои от дървените аерофонни инструменти нямат стройка, а само някакъв отвор, през който въздушната струя се пренася в инструмента (флейта, кавал). Аерофонни инструменти са: медни – тромпет, тромбон, валдхорна, туба; и дървени – флейта, обой, кларинет, фагот и т.н.

#### Ударни (перкусионни)
Всички инструменти при които звукоизвличането става посредством удар. Перкусионните инструменти са например: барабани, тимпани, тарамбука, тъпан, ксилофон, маримба, вибрафон, глокеншпил, камбани, дайре и др. Сред ударните инструменти има такива с определена височина на звука – например ксилофонът и вибрафонът, и с неопределена – дайре, барабан др.

#### Клавишни
Към тази група спадат всички видове инструменти, при които звукът се контролира чрез клавиатура. Клавишни инструменти са пиано, чембало, челеста, орган, акордеон и т.н.

#### Електронни
Това са инструменти, които произвеждат звука чрез електричество. В много случаи електронните инструменти имитират звука на някои съществуващ вече акустичен инструмент или са акустични инструменти, които са електрифицирани по някакъв начин. Електрофонни инструменти са синтезаторът, електрическата китара, бас-китарата, електрическа цигулка и др.

### Трихотомична класификация
Много хора бъркат източника на звука с начина на контролирането му. Пример – пианото и органа са клавишни инструменти според начина на контролиране на звука (натиска се клавиш, за да възпроизведе звук), но източникът е различен. При пианото се задейства чукче, което удря по струна и тя възпроизвежда звука. При органа се освобождава количество компресиран въздух, който минава със скорост по деформирани тръби и с това си преминаване той възпроизвежда желания звук (според формата и извивките на тръбата). Според тази класификация пианото спада към струнните инструменти, а органа към духовите.

### Темперирани и нетемперирани инструменти
Твърде важна е класификацията, която обръща внимание на определянето на височината на звука. Тук инструментите се делят на три основни типа.
- Темперирани инструменти, следващи т.нар. „темпериран строй“ – пиано, орган, акордеон, устна хармоника, ксилофон и др. При тях може при цялото разнообразие да се извлече само звук с точно определена височина.
- Нетемперирани инструменти – сами по себе си те, въпреки че могат да се съобразяват с темперирания строй, могат да извличат и звуци, които се отклоняват от него. Такива са струнните лъкови инструменти и много от духовите.
- Музикалните инструменти без определена височина съвпадат с ударните от класификацията на Хорнбостел-Закс.

### Други класификации
- Класификацията на музикалните инструменти според музикалния жанр, в който се използват, е много условна. Различават се класически (възприетите в класическата музика – цигулка, фагот, тимпан), фолклорни или народни инструменти (гайда, тамбура, гъдулка, кавал, тъпан), естрадни и поп (електрическа китара, синтезатор, саксофон) и др. инструменти. От края на 19. век това разделение е до голяма степен обезсмислено, тъй като повечето инструменти, характерни за една от изброените групи, намират приложение в останалите.
- Музикалните инструменти също така могат да се делят на акустични и електронни. Акустични инструменти са на практика всички „не-електронни“ инструменти без значение в кой стил музика се използват. Много от съвременните теоретици възприемат човешкия глас като вид музикален инструмент. Електронни инструменти са тези, при които звукоизвличането става по електронен път. Тук отново има разногласие – някои приемат електрическата китара за акустичен инструмент, тъй като нейния звук произлиза от премодулирането на вибрираща акустична струна, а други я отнасят към електронните инструменти, тъй като без съответните устройства тя не може да звучи самостойно.
- Условна е и класификацията, която определя музикалните инструменти според способността им за акомпанимент. Като „добри“ в това отношение се смятат пианото, китарата, акордеонът. За непригодни се определят инструменти като тромпет, валдхорна, тимпани.

## Инструментознание
Инструментознанието е част от музикалната теория, която се занимава със спецификациите на отделните музикални инструменти и с начина за нейното сработване. Особено полезно е за композиторите, които, познавайки инструментите, могат да работят с тях, без лично да ги познават, при оркестрирането на своите творби. Запознаването с отделните видове инструменти включва запознаване с начина на звукоизвличане, устройството на инструмента, начин на нотиране, диапазон на инструмента, съзвучие с други инструменти и т.н. Историята на музиката обаче сочи, че инструментознанието не е точна наука, а по-скоро систематизацията на събрания дотогава опит. Най-интересно звучене в синхрон на различни инструменти в исторически план се е постигало именно тогава, когато са били нарушавани нормите на съвременното за съответния исторически период инструментознание.